# Babirusa
Babirusa (Babyrousa) je rod prasete, vyskytující se v Indonésii, především na ostrově Sulawesi a několika přilehlých ostrovech (např. Togian a Mangole). Žije v tropickém deštném lese a v bažinách. Bizarní vzhled jí dodává lysá, vrásčitá kůže, poměrně vysoké končetiny a zejména prodloužené, hákovitě či spirálovitě stočené kly samců.

## Systematika
Rod babirusa je součástí monotypické podčeledi Babyrousinae. Jsou známy celkem čtyři druhy:
- Babiroussa babyrussa (babirusa buruská) – ostrovy Buru, Mangole a Taliabu
- B. bolabatuensis – známý pouze ze subfosílii z jižní části ostrova Sulawesi, systematika je nejasná
- B. celebensis (babirusa celebeská) – severní část ostrova Sulawesi
- B. togeanensis (babirusa togianská) – Togianské ostrovy

Všichni členové rodu byli považováni za poddruhy jediného druhu: B. babyrussa (babirusa celebeská). Nicméně po rozdělení na několik druhů je toto odborné pojmenování užíváno pro populace z ostrova Buru a přilehlých ostrovů, zatímco nejznámější druh, babirusa celebeská, nese vědecké jméno B. celebensis.

## Vzhled

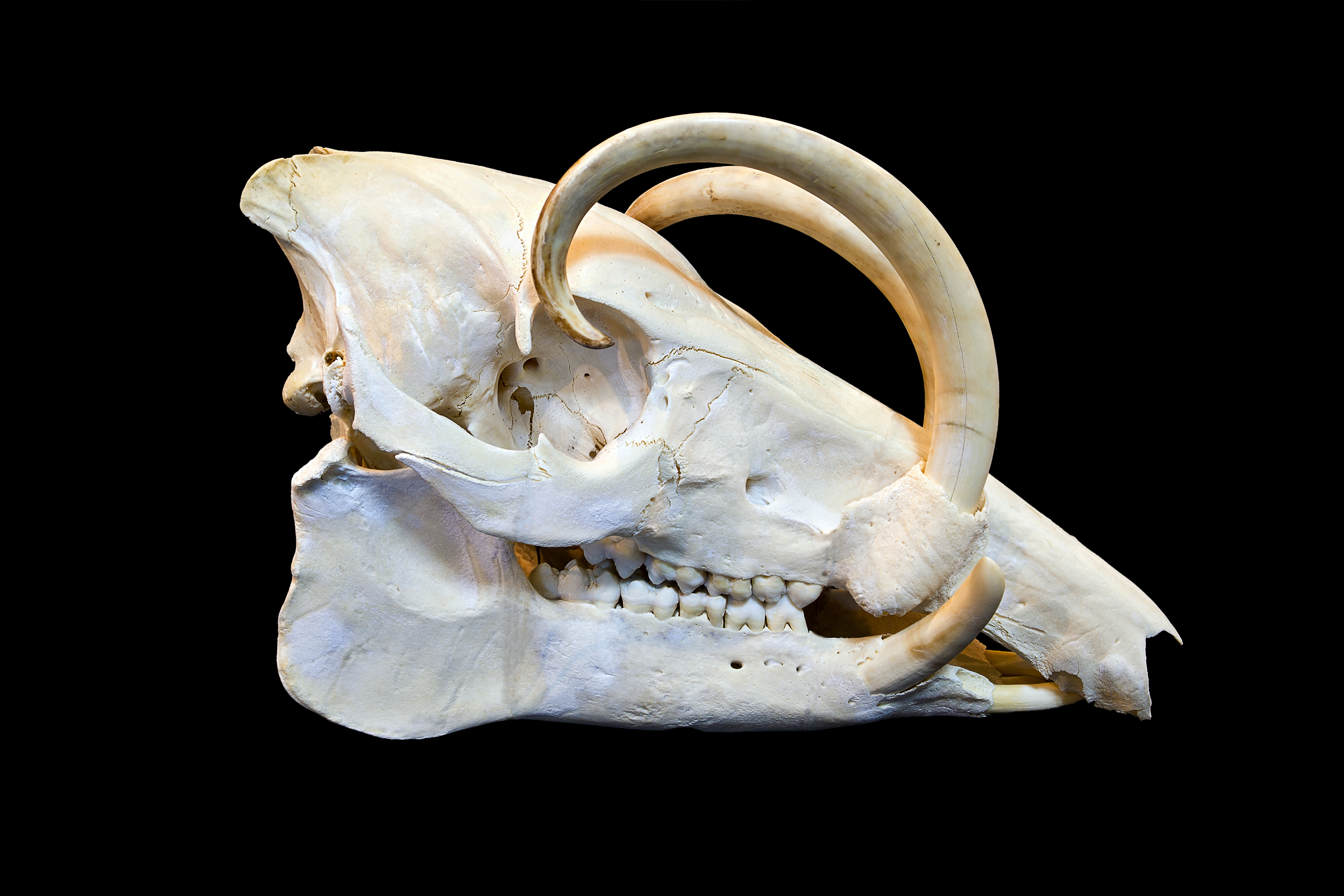
lebka

Dospělá babirusa dorůstá délky těla 90 až 110 cm, ocas měří 30 cm, výška v kohoutku dosahuje 65 až 75 cm a hmotnosti 80 až 100 kg. Tělo má válcovitý tvar a poměrně vysoké, štíhlé nohy, prozrazující dobrého běžce. Kůže je lysá, nebo řídce porostlá štětinami (u druhu z ostrova Buru jsou štětiny poněkud hustší) a silně vrásčitá, ocas nemá na konci štětičku a je výrazně kroužkovaný. Na rozdíl od ostatních druhů prasat má samice na břiše pouze dva struky. Hlava má klínovitý tvar se štíhlým rypákem, oči a boltce jsou malé. Na hlavě samců zaujmou dlouhé tenké kly. Kly ze dolní čelisti směřují vzhůru, kly z horní čelisti prorůstají kůží na rypáku a zahýbají se do půlkruhu nebo do spirály. Měří až 30 cm, jsou však měkké a křehké, takže se nehodí k boji ani k rytí. Samci je používají pouze při vzájemném imponování. Jako obrannou zbraň je babirusa může využívat pouze po omezenou dobu, než se začnou postupně stáčet dozadu. Domorodcům na Sulawesi kly připomínaly parohy, proto babirusa dostala své jméno. Slovo babirusa je složeno z indonéských slov babi (prase) a rusa (jelen), takže doslova znamená "prasojelen".

## Chování a rozmnožování
Babirusa je skrytě žijící živočich. Přes den se zpravidla ukrývá v podrostu, močálech nebo mangrovových bažinách. Nejaktivnější je ráno a večer, po setmění, kdy se vydává za potravou. Ráda se válí v bahně a dobře plave, koupe se často i v moři a je schopná přeplavat zátoky a úžiny o šířce několika km. Je také rychlým a vytrvalým běžcem. Babirusy jsou mlčenlivá zvířata, kromě funění a krátkého, tichého chrochtání se ozývají jen vzácně. Babirusy nejsou příliš společenské, samice s mláďaty žijí v malých rodinných tlupách čítajících 6-10 zvířat, dospělí samci jsou vždy samotáři. V období říje, které obvykle nastává dvakrát ročně, se samci připojují k samičím tlupám. Poté následuje páření. Březost samic trvá 137 - 160 dnů. Samice babirusy rodí pouze 1 nebo 2 mláďata, která jsou však po porodu samostatnější a více vyvinutá než u jiných druhů prasat. Stará se o ně velmi pečlivě a chrání je před nepřáteli až do dalšího vrhu. Mláďata jsou jednobarevně hnědá až rezavá a rodí se porostlá poměrně hustou srstí.

## Potrava
Babirusa je všežravec. Živí se například ovocem (oblíbené je mango a mombín), semeny, ořechy, houbami a také larvami brouků, které vybírá ze zetlelých kmenů palem. Na mořském břehu někdy žere kraby, leklé ryby nebo jiné mršiny. Na rozdíl od ostatních druhů prasat sbírá potravu výhradně na povrchu země, nikdy neryje. V zajetí se živí stejnou potravou jako prase domácí, především trávou, zeleninou, bramborami a obilným šrotem.

## Babirusa v českých zoo
Pro svůj atraktivní vzhled a nenáročnost jsou babirusy oblíbenými chovanci zoologických zahrad. Při vhodném ošetřování se dožívají 18-22 let a občas se v zajetí i rozmnožují. V Česku je chovají v ZOO Jihlava a do roku 2012 se chovaly i v ZOO Děčín.